# Reial Orde Noruec de Sant Olaf
El Reial Orde Noruec de Sant Olaf (noruec: Den Kongelige Norske St. Olavs Orden; o Sanct Olafs Orden, el nom antic) és un orde de cavalleria instituït pel Rei Óscar I de Suècia i Noruega el 21 d'agost de 1847, com una distinció exclusivament noruega. Rep el seu nom en honor del rei Olav II, conegut per la posteritat com Sant Olaf. La noblesa havia estat abolida a Noruega l'any 1821. Just abans que es dissolgués la unió amb Suècia l'any 1905, el rei Óscar II instituí l'Orde del Lleó Noruec, però el seu successor Haakon VII ja no la va atorgar més. Per tant, l'Orde de Sant Olaf restà com l'únic orde de cavalleria del regne durant els següents 80 anys.
El Gran Mestre de l'Orde és el Monarca de Noruega. És atorgada individualment per les fites remarcables en benefici de la Pàtria i de la Humanitat. Des de 1985 ha quedat reservada als ciutadans noruecs, si bé els caps d'estat estrangers la reben com a cortesia. S'ha atorgat unes 5.000 vegades des de la seva creació.
El consell està format per un canceller, un vicecanceller, el tresorer de la cort i un representant de la Noruega Meridional, Central y Septentrional. El Primer Ministre dona una llista de candidats, i el monarca els aprova.

## Classes
S'atorga en 5 classes, i pot ser atorgada tant pels mèrits civils com militars: 
- — Gran Creu de Sant Olaf amb Collar: atorgada als caps d'estat com a cortesia i en casos molt extraordinaris al mèrit. Llueix la insígnia en un collar i en banda sobre l'espatlla dreta, amb l'estrella a l'esquerra del pit.
- — Gran Creu: atorgada als caps d'estat com a cortesia i en casos molt extraordinaris al mèrit. Llueix la insígnia en banda sobre l'espatlla dreta, amb l'estrella a l'esquerra del pit.
- — Comandant amb Estrella: Llueix la insígnia penjant del coll, juntament amb l'estrella a l'esquerra del pit.
- — Comandant: Llueix la insígnia penjant del coll
- — Cavaller de 1a Classe: Llueix la insígnia penjant d'un galó a l'esquerra del pit
- — Cavaller: Llueix la insígnia penjant d'un galó a l'esquerra del pit

Les insígnies han de retornar-se a l'Estat en cas de promoció a un grau superior o en cas de decés.
També existeix la Medalla de Sant Olaf, en categories or y plata, per a les "activitats en benefici de la societat", si bé no concedeixen al receptor l'ingrés a l'orde.

## Disseny

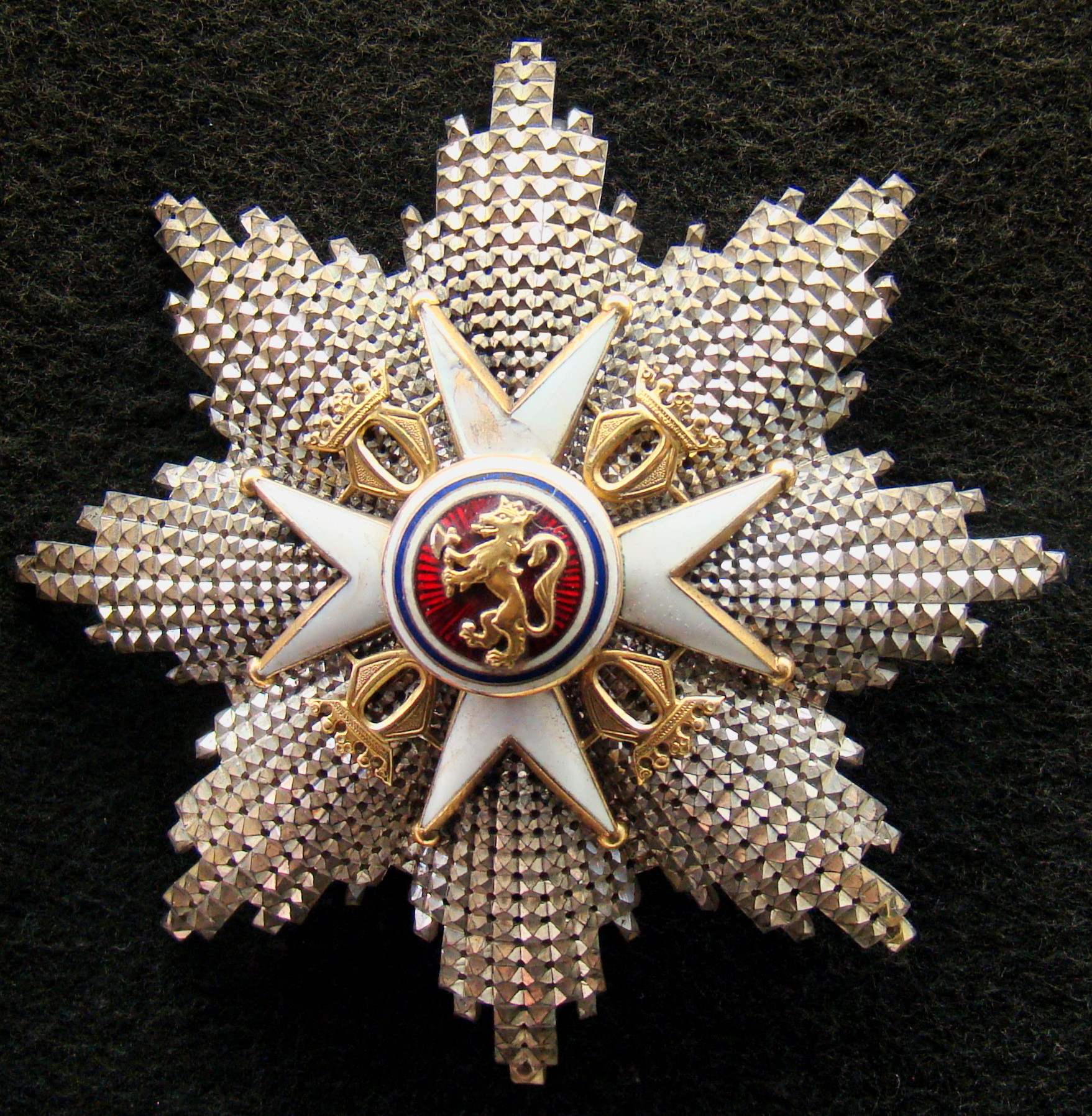
Estrella de l'Orde

- El Collar: És d'or, amb 6 monogrames "O" (d'Olaf) coronats en esmalt i 6 escuts de Noruega en esmalt i 12 creus flanquejades per 2 destrals.
- La Insígnia: És una creu de malta en esmalt blanc, en plata per a la classe cavaller i en daurat per a les superiors. Entre els braços de la creu apareix el monograma "O". Al centre de la creu hi ha un medalló; a l'anvers llueix el Lleó Noruec en or sobre fons vermell, i al revers llueix el lema "Justícia i Veritat". Per ambdós costats, el medalló està envoltat per un anell blanc-blau-blanc.

Sobre el braç superior de la creu hi ha una corona, i a la branca militar, entre la corona i la creu hi ha dues espases creuades.
- L'Estrella: És una estrella de 8 puntes en plata amb l'anvers de la insígnia de l'orde (excepte la corona) per a la classe Gran Creu; i la de classe Comandant és una creu de Malta ribetejada en plata, amb el monograma "O" entre els braços de la creu. Al centre de la creu hi ha el medalló amb el Lleó Noruec en or sobre fons vermell, envoltat per l'anell blanc-blau-blanc.

El galó de l'orde és vermell amb una franja blanc-blau-blanc als costats (els colors de Noruega)

## Rang
Dins de l'orde de precedència usat per la cort de Noruega, els cavallers del Reial Orde Noruec de Sant Olaf amb collar se situen al número 15, tot just després de la Dama Camarlenga i dels generals, i just abans dels receptors de la Creu de guerra amb espases. Els posseïdors de la Gran Creu del Reial Orde Noruec de Sant Olaf se situen al 16è lloc.
La medalla se situa en 3r lloc de la llista de medalles noruegues.

## Posseïdors de la Gran Creu

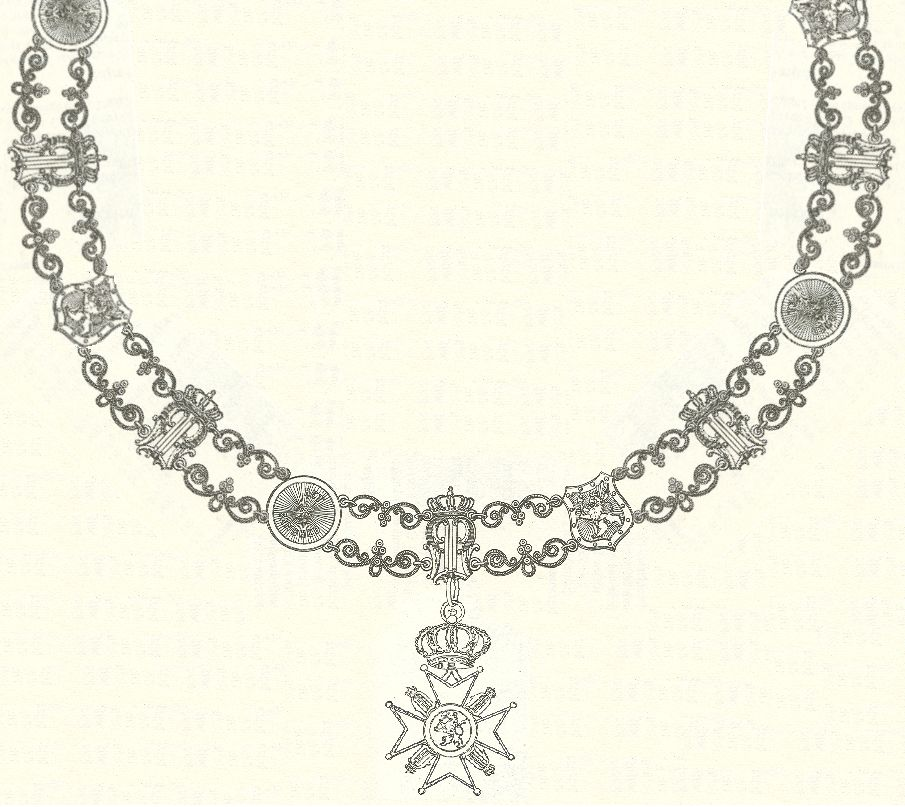
Un disseny inicial del collar de l'Orde

Entre els receptors, està el General Otto Ruge (Gran Creu amb Collar), Cap de les forces armades noruegues durant la II Guerra Mundial, que la rebé el 1941 mentre que estava captiu com presoner de guerra a Alemanya i l'explorador polar Roald Amundsen el 1906 (Gran Creu). Relatius a la II Guerra Mundial, van rebre la classe Gran Creu amb Collar el Príncep Albert Frederick Arthur George, duc de Cork, després Rei Jordi VI del Regne Unit, el General Charles de Gaulle (el 1962, com a President de França), l'Emperador Hirohito del Japó (el 1922, encara príncep), la Reina Guillermina d'Holanda (1922), el Mariscal Josip Broz Tito (en 1965, com a President de Iugoslàvia) i Winston Churchill (1948).
Donada la intervenció britànica a Noruega, els següents membres de les Forces Armades Britàniques van rebre la Gran Creu de Sant Olaf (classe militar): 
- Mariscal de la RAF Charles Portal, 1r Vescomte de Portal of Hungerford, en 1942.
- Almirall de la Flota Sir Dudley Pound (1942)
- Mariscal de Camp Sir John Dill (1942)
- Almirall de la Flota William Boyle, 12è Comte de Cork y Orrery (1942)
- General Sir Augustus Francis Andrew Nicol Thorne (1945), atorgada per l'Alliberament de Noruega el 1945 com a cap de les Forces Aliades per a Noruega.
- Almirall Sir Lionel Victor Wells (1945), atorgada pel gran servei a la marina noruega durant el seu nomenament com almirall comandant de las Orkneys y las Shetlands.
- Mariscal en Cap de l'Aire Sir Frederick Bowhill (1945)
- Mariscal de la RAF William Douglas, 1r Baró de Kirtleside (1945)
- Mariscal de Camp Philip Chetwode, 1r Baró Chetwode (1946)
- Mariscal de Camp Sir Claude Auchinleck (1947)
- Almirall de la Flota Sir John H. D. Cunningham (1947)
- Almirall Sir Martin Dunbar-Nasmith (1947)
- Almirall de la Flota Bruce Fraser, 1r Baró Fraser del Cap Nord (1947)
- Almirall Sir Max Kennedy Horton (1947)
- Almirall Sir Charles James Colebrooke Little (1947)
- Almirall Sir Percy Lockhart Harnam Noble (1947)
- General Sir Bernard Paget (1947), atorgada per la Campanya de Noruega en 1940
- Mariscal de l'Aire Sir Harold Edward Whittingham (1947)
- Mariscal de Camp Bernard Montgomery, 1r Vescomte Montgomery de l'Alamein (1950)

També comentar que Fredrik Winter Jakhelln Prytz, va rebre la Gran Creu de Sant Olaf en classe civil. Dita concessió no va ser mai reconeguda oficialment després de la II Guerra Mundial, donats els crims de les forces alemanyes d'ocupació.

### Posseïdors actuals de la Gran Creu
| País                     | Nom                       | Títol, Càrrec                            | Gran Creu amb Collar | Gran Creu | Any de Nomenament |
| ------------------------ | ------------------------- | ---------------------------------------- | -------------------- | --------- | ----------------- |
| Austria                  | Heinz Fischer             | President                                |                      | X         | 2007              |
| Bèlgica                  | Albert II                 | Rei                                      | X                    |           | 1964              |
| Bèlgica                  | Matilde                   | Princesa, avui reina                     |                      | X         | 2003              |
| Bèlgica                  | Paola                     | Reina                                    |                      | X         | 1997              |
| Bèlgica                  | Felip                     | Príncep hereu, avui rei                  |                      | X         | 2003              |
| Brasil                   | Luiz Inácio Lula da Silva | President                                |                      | X         | 2003              |
| Bulgària                 | Georgi Parvanov           | President                                |                      | X         | 2006              |
| Regne Unit               | Andreu                    | Príncep                                  |                      | X         | 1988              |
| Regne Unit               | Carles                    | Príncep Hereu                            | X                    |           | 1978              |
| Regne Unit               | Eduard                    | Príncep                                  |                      | X         | 1988              |
| Reialme del Commonwealth | Elizabeth II              | Reina                                    | X                    |           | 1955              |
| Reialme del Commonwealth | Felip                     | Príncep Consort                          | X                    |           | 1952              |
| Regne Unit               | Ricard                    | Príncep                                  |                      | X         | 1973              |
| Dinamarca                | Benedicta                 | Princesa                                 |                      | X         | 1974              |
| Dinamarca                | Frederic                  | Príncep Hereu                            |                      | X         | 1990              |
| Dinamarca                | Enric                     | Príncep Consort                          | X                    |           | 1968              |
| Dinamarca                | Joaquim                   | Príncep                                  |                      | X         | 1991              |
| Dinamarca                | Margarida                 | Reina                                    | X                    |           | 1958              |
| Dinamarca                | Maria                     | Princesa hereva                          |                      | X         | 2005              |
| Estònia                  | Arnold Rüütel             | 3r President                             |                      | X         | 2002              |
| Finlàndia                | Martti Ahtisaari          | 10è President                            |                      | X         | 1994              |
| Finlàndia                | Mauno Koivisto            | 9è President                             | X                    |           | 1983              |
| Finlàndia                | Tarja Halonen             | 11è President                            |                      | X         | 2000              |
| França                   | Jacques Chirac            | Ex-President                             |                      | X         | 2000              |
| França                   | Valéry Giscard d'Estaing  | Ex-President (sent Ministre de Finances) |                      | X         | 1962              |
| Alemanya                 | Roman Herzog              | Ex-President                             |                      | X         | 1998              |
| Alemanya                 | Horst Köhler              | Ex-President                             |                      | X         | 2007              |
| Alemanya                 | Marianne von Weizsäcker   | Ex-Primera Dama                          |                      | X         | 1986              |
| Alemanya                 | Richard von Weizsäcker    | Ex-President                             |                      | X         | 1986              |
| Grècia                   | Constantí II              | Rei                                      | X                    | X         | 1964, 1962        |
| Grècia                   | Konstandinos Stefanópulos | 6è President                             |                      | X         | 2004              |
| Hongria                  | Árpád Göncz               | Ex-President                             |                      | X         | 1999              |
| Hongria                  | Ferenc Mádl               | Ex-President                             |                      | X         | 2002              |
| Iran                     | Farah Pahlavi             | Ex-Emperadriu                            |                      | X         | 1965              |
| Islàndia                 | Ólafur Ragnar Grímsson    | President                                |                      | X         | 1998              |
| Islàndia                 | Vigdís Finnbogadóttir     | 4è President                             | X                    |           | 1982              |
| Itàlia                   | Carlo Azeglio Ciampi      | Ex-President                             |                      | X         | 2001              |
| Japó                     | Akihito                   | Emperador                                | X                    | X         | 2001, 1953        |
| Japó                     | Masako                    | Princesa hereva                          |                      | X         | 2001              |
| Japó                     | Michiko                   | Emperadriu                               |                      | X         | 2001              |
| Japó                     | Naruhito                  | Príncep Hereu                            |                      | X         | 2001              |
| Japó                     | Tomohito de Mikasa        | Princesa                                 |                      | X         | 2001              |
| Jordània                 | Abdallah II               | Rei                                      |                      | X         | 2000              |
| Jordània                 | Hassan                    | Príncep (Príncep Hereu)                  |                      | X         | ?                 |
| Jordània                 | Rania                     | Reina                                    |                      | X         | 2000              |
| Letònia                  | Guntis Ulmanis            | Ex-President                             |                      | X         | 1998              |
| Letònia                  | Vaira Vīķe-Freiberga      | Ex-President                             |                      | X         | 2000              |
| Lituània                 | Valdas Adamkus            | President                                |                      | X         | 1998              |
| Luxemburg                | Enric                     | Gran Duc                                 |                      | X         | 1996              |
| Luxemburg                | Joan                      | Gran Duc                                 | X                    |           | 1964              |
| Luxemburg                | Maria Teresa              | Gran Duquessa                            |                      | X         | 1964              |
| Països Baixos            | Beatriu                   | Reina                                    | X                    |           | 1964              |
| Països Baixos            | Margarida                 | Princesa                                 |                      | X         | 1964              |
| Països Baixos            | Guillem                   | Príncep Hereu                            |                      | X         | 1996              |
| Noruega                  | Astrid                    | Princesa                                 | X                    |           | 1956              |
| Noruega                  | Kjell Magne Bondevik      | Ex-Primer Ministre                       |                      | X         | 2004              |
| Noruega                  | Lars Petter Forberg       | Cap de la Casa Reial                     |                      | X         | 2004              |
| Noruega                  | Haakon                    | Príncep Hereu                            | X                    |           | 1991              |
| Noruega                  | Magne Hagen               | Ex-secretari del Rei                     |                      | X         | 2000              |
| Noruega                  | Harald V                  | Rei                                      | X Grand Master       |           | 1955, 1991        |
| Noruega                  | Kaare Langlete            | ex- Cap de la Casa Reial                 |                      | X         | 1993              |
| Noruega                  | Jørgen Hårek Kosmo        | Ex-President del Parlament Norueg        |                      | X         | 2005              |
| Noruega                  | Marta Lluïsa              | Princesa                                 | X                    |           | 1989              |
| Noruega                  | Mette-Marit               | Princesa hereva                          |                      | X         | 2001              |
| Noruega                  | Ragnhild                  | Princesa                                 |                      | X         | 1982              |
| Noruega                  | Carsten Smiè              | Ex Cap del Tribunal Suprem de Noruega    |                      | X         | 2003              |
| Noruega                  | Sonja                     | Reina                                    | X                    |           | 1972              |
| Polònia                  | Aleksander Kwaśniewski    | Ex-President                             |                      | X         | 1996              |
| Polònia                  | Lech Wałęsa               | Ex-President                             |                      | X         | 1995              |
| Portugal                 | António Ramalho Eanes     | 17è President                            | X                    |           | 1978              |
| Portugal                 | Jorge Sampaio             | Ex-President                             |                      | X         | 2004              |
| Portugal                 | Aníbal Cavaco Silva       | President                                |                      | X         | 2008              |
| Romania                  | Emil Constantinescu       | Ex-President                             |                      | X         | 1999              |
| Sud-àfrica               | Nelson Mandela            | Ex-President                             |                      | X         | 1998              |
| Espanya                  | Cristina                  | Infanta                                  |                      | X         | 1995              |
| Espanya                  | Helena                    | Infanta                                  |                      | X         | 1995              |
| Espanya                  | Felip                     | Príncep Hereu                            |                      | X         | 1995              |
| Espanya                  | Joan Carles I             | Rei                                      | X                    |           | 1982              |
| Espanya                  | Sofia                     | Reina                                    |                      | X         | 1982              |
| Suècia                   | Carles XVI Gustau         | Rei                                      | X                    |           | 1974              |
| Suècia                   | Carles Felip              | Príncep                                  |                      | X         | 2005              |
| Suècia                   | Cristina                  | Princesa                                 |                      | X         | 1992              |
| Suècia                   | Désirée                   | Princesa                                 |                      | X         | 1992              |
| Suècia                   | Lilian                    | Princesa                                 |                      | X         | 1992              |
| Suècia                   | Magdalena                 | Princesa                                 |                      | X         | 2005              |
| Suècia                   | Sílvia                    | Reina                                    |                      | X         | 1982              |
| Suècia                   | Victòria                  | Princesa hereva                          |                      | X         | 1995              |
| Tailàndia                | Bhumibol Adulyadej        | Rei                                      | X                    |           | 1960              |
| Tailàndia                | Sirikit                   | Reina                                    |                      | X         | 1965              |